# 塞蒂莫罗塔罗
塞蒂莫罗塔罗（義大利語：Settimo Rottaro），是意大利都灵省的一个市镇。总面积6平方公里，人口530人，人口密度88.3人/平方公里（2009年）。ISTAT代码为001264。